# Museo Casa Presidencial Lázaro Cárdenas
Museo Casa Presidencial Lázaro Cárdenas es un museo mexicano ubicado dentro del Complejo Cultural Los Pinos inaugurado el 19 de octubre de 2020. El museo se encuentra albergado en lo que una vez fuera la primera residencia presidencial de México, creada por Lázaro Cárdenas en 1934 cuando decidió no vivir más en el Castillo de Chapultepec y mudarse al Rancho La Hormiga, nombrado desde entonces como Los Pinos.

## Historia
Desde mediados del siglo XIX la residencia tradicional del presidente de México fue el Castillo de Chapultepec. Sin embargo, al asumir la presidencia de México, en 1934, Lázaro Cárdenas del Río decidió cambiarla por una residencia menos ostentosa. Para ello eligió el predio del Rancho de la Hormiga, expropiado desde 1917 por Venustiano Carranza para ser residencia de sus secretarios más cercanos. Desde ese momento el predio fue nombrado como "Los Pinos" nombrado así en memoria de una huerta en Tacámbaro, Michoacán donde Lázaro Cárdenas y su esposa Amalia Solórzano se habían conocido. El presidente Cárdenas hizo adaptaciones al lugar incluyendo el edificio que hoy lleva su nombre de estilo inglés.
El 19 de octubre de 2020, el edificio fue convertido en museo a instancias del presidente Andrés Manuel López Obrador dedicado a la vida y obra del presidente Cárdenas en el aniversario de los 50 años de su fallecimiento, como parte de las instalaciones del Complejo Cultural Los Pinos.